# Enicospilus bifasciatus
Enicospilus bifasciatus là một loài tò vò trong họ Ichneumonidae.